# 小行星24101
小行星24101（24101 Cassini）是一颗绕太阳运转的小行星，为主小行星带小行星。该小行星于1999年11月9日发现，以法國籍義大利天文學家乔瓦尼·多梅尼科·卡西尼命名。

## 轨道参数
小行星24101的轨道半长轴为2.6460508 UA，离心率为0.308。